# シリコンプレーリー
シリコンプレーリー（英語: Silicon Prairie）はアメリカ合衆国の草原地帯「プレーリー」に存在するハイテク産業が盛んな場所味で、テキサス州、イリノイ州、またその他の中西部の州（アイオワ州など）にある。

## ダラス・フォートワース
テキサス州北部、ダラス・フォートワース複合都市圏の「シリコンプレーリー」では、半導体デバイス製造、通信機器、IT関係の企業の立地が多い。具体的な地名ではアービング、アレン、ダラス、フォートワース、リチャードソン、プレイノなどである。
ここに立地する企業名は、
リチャードソンの「テレコム回廊」（Telecom Corridor）にはテキサス・インスツルメンツとテキサス大学ダラス校があり、そこ企業はテキサス・シリコンプレーリーの「揺りかご」とみなされている。

## シカゴ都市圏
イリノイ州シカゴ都市圏とシャンペーン／アーバナも「シリコンプレーリー」と呼ばれている。シカゴ都市圏ではファクトリーオートメーション、家庭用電気機械器具、通信機、オンライン関係企業が多い。州間高速道路88号線（Interstate 88）添いの「イリノイ技術・研究回廊」（Illinois Technology and Research Corridor、立地企業：Companies）、州間高速道路90号線沿いの「黄金回廊」（Golden Corridor、立地企業：Companies）に特徴がある。
ここに立地する企業名は、
ハイテク企業の多くはイリノイ大学アーバナ・シャンペーン校があるシャンペーンにあり、フォーチュン500企業の研究センターはこの大学のリサーチパークに立地している。米国立スーパーコンピュータ応用研究所はアーバナにある。

## その他の中西部州
この他の中西部州であるアイオワ州（エイムズなど）、インディアナ州（インディアナポリスなど）、カンザス州（カンザスシティなど）、サウスダコタ州（スーフォールズなど）、ネブラスカ州（オマハ、リンカーンなど）、ミズーリ州（カンザスシティ、セントルイスなど）などにも「シリコンプレーリー」がある。